# Zesius
Zesius là một chi bướm ngày thuộc họ Lycaenidae.